# Andre Cason
Andre Cason (* 20. ledna 1969 Virginia Beach, Virginie) je bývalý americký sprinter, halový mistr světa v běhu na 60 metrů z roku 1991.

## Sportovní kariéra
Jeho prvním mezinárodním úspěchem byl titul juniorského mistra světa v běhu na 100 metrů v roce 1988. V roce 1991 se nejdříve stal halovým mistrem světa v běhu na 60 metrů, v létě pak byl členem vítězné americké štafety na 4 × 100 metrů na světovém šampionátu pod širým nebem v Tokiu. Tento štafetový úspěch si spolu se svými kolegy zopakoval na následujícím mistrovství světa ve Stuttgartu, kde zároveň v individuálním startu na 100 metrů získal stříbrnou medaili.

## Osobní rekordy
- 60 m – 6,41 s (1992)
- 100 m – 9,92 s (1993)
- 200 m – 20,70 s (1989)